# Gustav Wilhelm Teschner
Gustav Wilhelm Teschner (* 26. Dezember 1800 in Magdeburg; † 7. Mai 1883 in Dresden) war ein deutscher Komponist und Musikpädagoge.

## Leben
Teschner war Schüler von Johann Andreas Seebach (1777–1823) und Johann Joachim Wachsmann, ab 1824 von Carl Friedrich Zelter am Königlichen Institut für Kirchenmusik in Berlin. 1829 setzte er seine Ausbildung in Gesang und Komposition in Italien bei Girolamo Crescentini fort. Dort machte er die Bekanntschaft „Abbate“ Fortunato Santinis, der ihn zu Quellenstudien in italienischen Bibliotheken anregte. Nach seiner Rückkehr nach Deutschland nahm Teschner Gesangsunterricht bei Johann Aloys Miksch in Dresden und ließ sich dann als Gesangspädagoge in Berlin nieder, wo er 1873 zum Königlich Preußischen Professor ernannt wurde.
Er komponierte gesangspädagogische Werke und trat als Herausgeber der Werke von Michael Praetorius, Johannes Eccard und Joachim a Burck sowie von Antonio Caldara hervor.
Teschner verstarb unverheiratet.

## Werke
- Niccolo Zingarelli (1752–1837): Christus factus est pro nobis etc. und Miserere für Sopran, Alt, Tenor und Bass componiert im Jahr 1832 für die Zöglinge des Königl. Conservatoriums der Musik zu Neapel von dem Director desselben… Mit Begleitung des Pianoforte herausgegeben von G.W. Teschner. Berlin, Trautwein, ca. 1835

## Schüler (Auswahl)
- Natalie Haenisch[1]